# Michael Sigismund Frank
Michael Sigismund Frank, född den 1 juni 1770 i Nürnberg, död den 16 januari 1847 i München, var en tysk glasmålare.
Frank lärde i sin hemstad porslinsmåleri, men arbetade därjämte träget på att återupptäcka den bortglömda konsten att frambringa glasmålningar. Hans första, ännu ganska ofullkomliga försök daterar sig från 1804. Åren 1814–1818 arbetade han på furstens av Wallerstein slott och övertog 1827 den tekniska ledningen av den samma år i München inrättade anstalten för glasmåleri. En mängd glasmålningar av Frank finns i Tyskland och England.